# 机智的山羊
《机智的山羊》是一部中国上海美术电影制片厂制作的木偶动画，根据中国民间故事改编。该片在罗马尼亚第一届布加勒斯特国际木偶片电影节上获奖。

## 剧情简介
老虎在山羊洞附近遇到了一只山羊，山羊一时无处躲藏，就骗老虎说自己是“山大王”，是吃老虎肉的，老虎知道后害怕得跑走了。跑至山下的老虎遇到了狐狸，把自己的遭遇告诉了他，狐狸告诉老虎，他遇到的不过是一只山羊而已，随后又陪同老虎一起上山去找山羊，要将山羊当点心吃掉。找到山羊后，机智的山羊用智慧又一次把老虎吓跑。